# Çavuşin
 (mai 2025).
Si vous disposez d'ouvrages ou d'articles de référence ou si vous connaissez des sites web de qualité traitant du thème abordé ici, merci de compléter l'article en donnant les références utiles à sa vérifiabilité et en les liant à la section « Notes et références ».
Çavuşin est un village en Turquie situé dans le district d'Avanos, dans la province de Nevşehir en Cappadoce.

## Lieux
- Église Saint-Jean-Baptiste[1]
- Ruines du vieux village de Çavuşin[1]